# Charles Masson
Charles Eadie Masson, född 6 december 1880 i Lisgar, Ontario, död 17 oktober 1954 i Toronto, var en kanadensisk ishockeyspelare på amatörnivå. Charles Masson spelade bland annat för Ottawa Victorias i Federal Amateur Hockey League.
Under en match mellan Ottawa Victorias och Cornwall Hockey Club i FAHL den 6 mars 1907 som urartade i våldsamt spel och tumult slog Masson Cornwalls forward Owen "Bud" McCourt i huvudet med klubban. McCourt återkom till matchen efter att ha förlorat medvetandet men förlorade efter matchen åter igen medvetandet och avled morgonen därefter av sina skador. Masson åtalades efter händelsen, först under åtalspunkten mord vilket senare reducerades till dråp, men friades från anklagelserna i rätten då det inte gick att klargöra vem det var i Ottawa Victorias lag som hade orsakat McCourts död.